# Pentezylea
Pentezylea (także Pentesileja) – w mitologii greckiej jedna z Amazonek.
Uchodziła za córkę Aresa i Otrere oraz za siostrę Hippolity, Antiopy i Melanippy. Piękna królowa Amazonek, przywiodła ich zastęp pod mury Troi, idąc na pomoc jej obrońcom.
W bitwie z Achajami zwyciężyła wielu, ale została pokonana przez Achillesa. Kiedy zdjął hełm umierającej, zapłakał z żalu nad jej pięknem. Z tego powodu Tersytes, jeden z wojowników, wyśmiał go i został zabity przez wściekłego Achillesa.